# Академија (Верона)
Академија (итал. Accademia) је насеље у Италији у округу Верона, региону Венето.
Према процени из 2011. у насељу је живело 26 становника. Насеље се налази на надморској висини од 69 м.